# Liquido cefalorachidiano
Il liquido cefalorachidiano (LCR) (denominato anche liquor, liquido cerebrospinale, liquido subaracnoideo o liquido rachido-spinale, in inglese cerebrospinal fluid con acronimo CSF) è un fluido corporeo trasparente e incolore che si trova nel sistema nervoso centrale (SNC). Tra le sue varie funzioni, quella di ridurre il peso dell'encefalo e di consentirne la perfusione a pressioni costanti, trovandosi al di sopra della pompa cardiaca. È definito anche acqua di rocca, prodotto da cellule specializzate dell'ependima nei plessi coroidi dei ventricoli cerebrali e assorbito dai villi aracnoidei. Un ostacolo al deflusso (produzione e riassorbimento) del liquido cerebrospinale, porterebbe al fenomeno di idrocefalo (nei bambini) o di ipertensione endocranica (negli adulti). In qualsiasi momento esistono circa 125 ml di LCR e ogni giorno ne vengono generati circa 500 ml. Il LCR agisce come cuscinetto per il cervello, fornendo una protezione meccanica e immunologica di base al cervello all'interno del cranio. Il liquido cerebrospinale svolge anche una funzione vitale nell'autoregolazione del flusso sanguigno cerebrale.
Il liquido cerebrospinale occupa lo spazio subaracnoideo (da cui trae il nome), tra le meningi aracnoide e pia madre, permea la corteccia cerebrale, il midollo spinale, i globi oculari, ma occupa anche gli spazi "interni" al sistema nervoso centrale, quali le cisterne, i ventricoli cerebrali e il canale midollare.
Un campione di liquido può essere prelevato tramite puntura lombare per diagnosticare una eventuale ipertensione intracranica, nonché alcune malattie come encefaliti e meningiti. Anche se venne notato già da Ippocrate, la sua riscoperta è accreditata a Emanuel Swedenborg che lo descrisse nel XVIII secolo. Nel 1914 Harvey Cushing dimostrò che il liquido cerebrospinale è secreto dal plesso coroideo.

## Caratteristiche

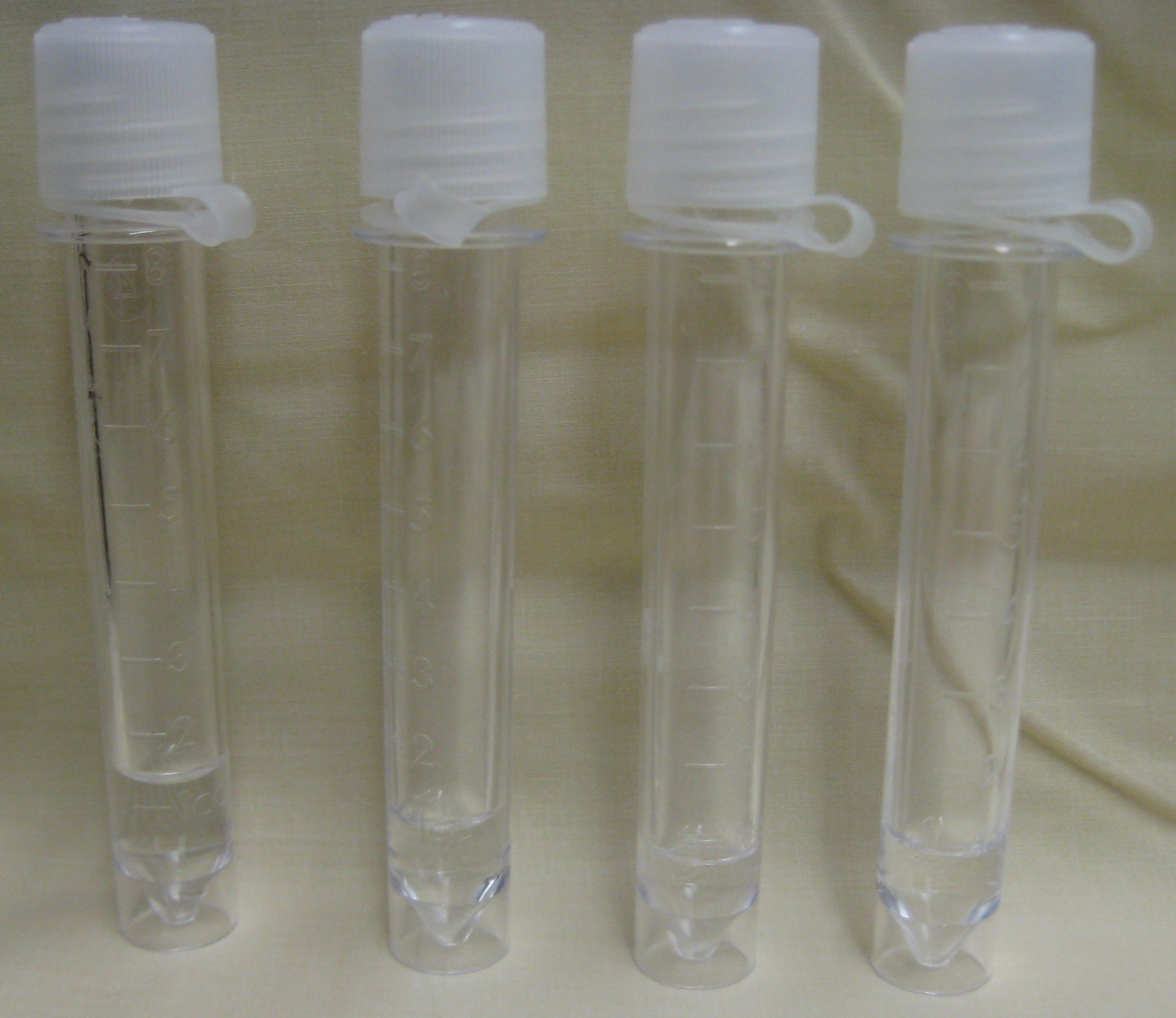
Liquido cerebro spinale normale

È prodotto a livello dei plessi corioidei (nei ventricoli cerebrali) e si porta nello spazio subaracnoideo attraverso fori detti del Luschka e del Magendie. È prodotto per dialisi del plasma effettuato da cellule ependimali. La produzione è di tipo attivo (non dipende da pressione arteriosa) e di circa 500 mL al dì con un ricambio di tre volte al giorno. È presente in quantità che variano da 60 a 200 mL. I valori normali del peso specifico del liquido sono compresi tra 1001 e 1010, quelli pressori corrispondono a 16-20 cmH2O (nel neonato i valori sono più bassi), mentre il pH è lievemente più acido di quello del plasma, tra 7,28 e 7,32.
Il liquor normale contiene piccolissime quantità di proteine (10-20 mg/dL) con prevalenza di albumina, e una quota di glucosio di norma inferiore del 10-20% a quella plasmatica. Anche quando lasciato riposare in provetta, il liquor normale non mostra la presenza di alcun sedimento; contiene 0-8 elementi cellulari/mm³, rappresentati da leucociti.
È soggetto a movimenti dinamici propri, ma ritmati dall'attività cardiaca. Durante la sistole, dai ventricoli laterali si dirige verso terzo e quarto ventricolo, da qui negli spazi intrarachidei e oculari e nel canale midollare. Durante la diastole la direzione si inverte. Nei forami di Magendie e di Luschka la direzione è sempre e comunque dal primo comparto (intracranico) a quello extracranico (secondo compartimento meningeo); simil cosa per il terzo compartimento meningeo, quello delle meningi periottiche.

## Composizione
Il liquido cefalorachidiano ha una concentrazione minore di potassio, amminoacidi e proteine rispetto al plasma: queste ultime sono in quantità tra 0 e lo 0.3% della concentrazione plasmatica. Il liquido è prodotto dagli ependimociti del tessuto ependimale atipico detti "taniciti" dei plessi corioidei nei ventricoli cerebrali e viene riassorbito dalle granulazioni aracnoidali della membrana aracnoide.

## Funzioni del liquor cerebrospinale
- Proteggere il sistema nervoso centrale (encefalo e midollo spinale) da urti contro le strutture ossee che li contengono: esso infatti è presente nelle meningi (membrane che avvolgono l'encefalo), nei ventricoli degli emisferi cerebrali ed esternamente al midollo spinale. Fungendo da cuscinetto idraulico, fa passare il peso del SNC -esercitato sul corpo- da 1300 g a 50 g, poiché questo galleggia ricevendo una spinta di Archimede.
- È un insieme di liquido circolante che assieme al sangue permette di controllare le modificazioni dell'ambiente interno. Per esempio le modificazioni di CO2 del liquor fanno scattare risposte automatiche dei centri respiratori del tronco cerebrale che a loro volta regolano il rifornimento di O2 e il pH del corpo.

Circola nelle cavità del SNC (ventricoli) e nello spazio subaracnoideo.

## Fisiologia
Il fluido cerebrospinale occupa anche il sistema ventricolare del cervello e il canale midollare del midollo spinale. È un primo esempio della separazione delle funzioni cerebrali da quelle del resto del corpo, dal momento che tutto il CSF viene generato localmente nel cervello. Viene prodotto dai plessi coroidei che sono formati da cellule ependimali specializzate. I plessi coroidei si trovano lungo la fessura coroidea dei ventricoli laterali, lungo la linea nota come fimbria/fornice, e lungo i ventricoli terzo e quarto nella zona della loro volta. Il liquido cerebrospinale formato dai plessi coroidei nei ventricoli, circola attraverso i due forami interventricolari destro e sinistro (forami di Monro) all'interno del terzo ventricolo cerebrale e attraverso il dotto mesencefalico (acquedotto di Silvio) nel quarto ventricolo cerebrale, da dove questo fuoriesce (nei pressi del cervelletto) attraverso due aperture laterali, destra e sinistra (fori laterali di Luschka), e un'apertura mediana (forame di Magendie). In seguito fluisce attraverso la cisterna cerebro-medullare fino a circondare tutto la corda del midollo spinale e a lambire e proteggere gli emisferi cerebrali. In seguito procede per scaricarsi nel sistema venoso attraverso le granulazioni del Pacchioni.

## Diagnosi e terapia

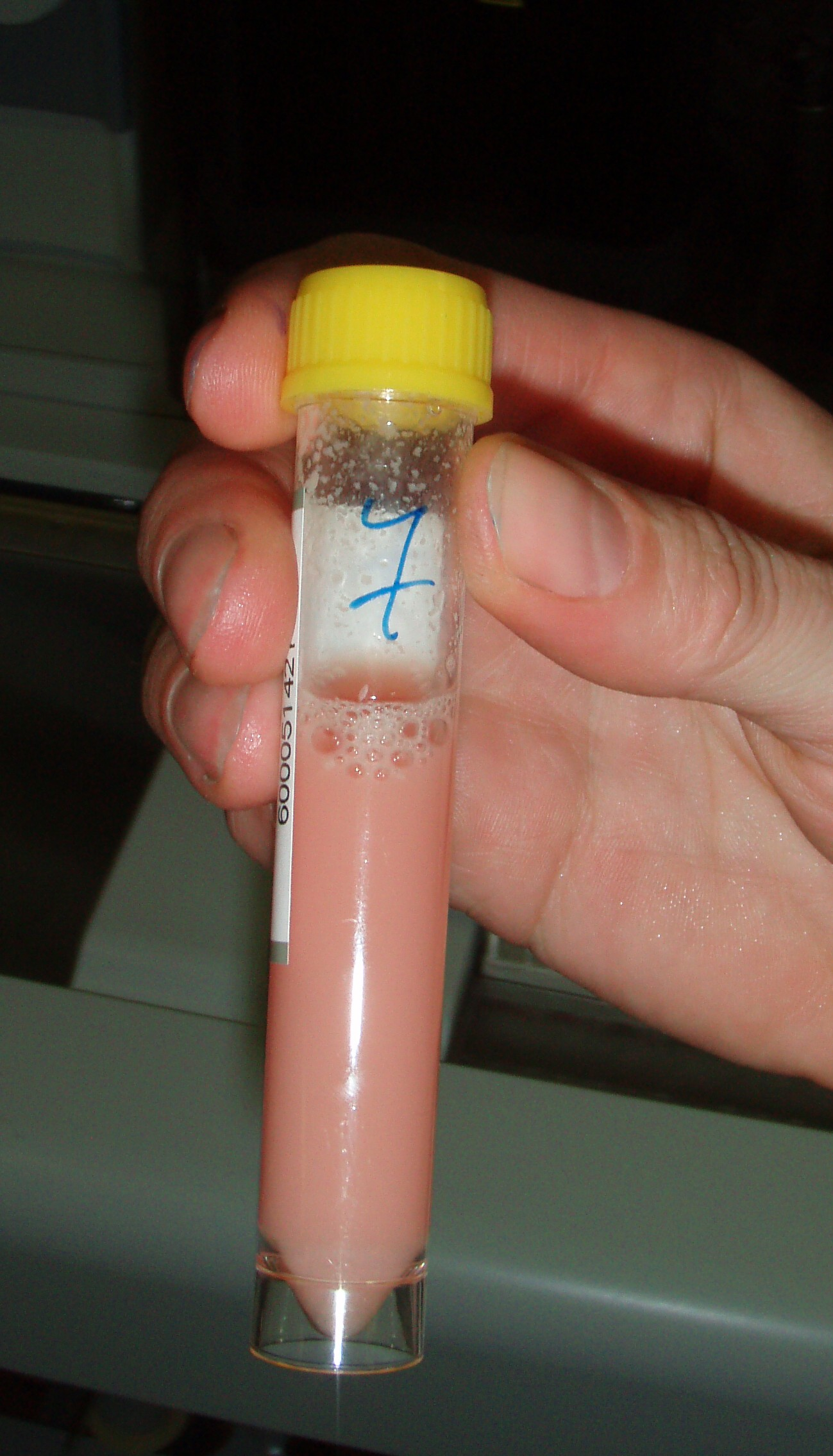
Liquido cerebro spinale purulento

Il fluido cerebrospinale può essere analizzato per eseguire la diagnosi di una grande varietà di malattie neurologiche. Di solito viene estratto tramite una procedura chiamata puntura lombare, effettuata tra L3 e L4 o tra L4 e L5 (cauda equina), che serve per contare il numero di cellule presenti nel fluido (oltre a rilevare quelle che non dovrebbero essere presenti, come i globuli rossi) e per misurare i livelli di proteine (proteinorrachia), glucosio (glicorrachia) e altre sostanze. Questi parametri da soli sono molto indicativi nella diagnosi di emorragia subaracnoidea e di infezioni del sistema nervoso centrale, come la meningite.
Nella clinica neurologica le meningiti infettive vengono divise in quelle a "liquor limpido" (spesso virale) che hanno un normale contenuto di glucosio e quelle a "liquor torbido" (batteriche) che contengono proteine, molto spesso globuli bianchi in gran numero e un abbassamento del glucosio, che viene consumato dai batteri ivi presenti.
Inoltre il liquor cerebrospinale può essere sottoposto ad analisi microscopica diretta, e a coltura, che molto spesso può dimostrare la presenza del microorganismo che ha causato l'infezione. Utilizzando metodi più evoluti, come il rilevamento delle bande oligoclonali, può essere rilevata e quantificata la presenza di una condizione infiammatoria (per esempio, la sclerosi multipla). Test per proteine come la beta-2 transferrina sono altamente specifici e sensitivi per il rilevamento per esempio di piccole perdite di liquor cerebrospinale.
La puntura lombare può anche misurare la pressione intracranica, che può aumentare in alcuni tipi di idrocefalo. La pressione del liquor cerebrospinale è aumentata in caso di alcuni tumori.
Questo fluido ha grande importanza in anestesiologia. La baricità si riferisce alla densità di una sostanza comparata alla densità del fluido cerebro-spinale umano. La baricità viene utilizzata in anestesiologia per determinare il modo in cui un particolare farmaco anestetico si diffonderà nello spazio intratecale.